# SS-Panzer-Aufklärungs Abteilung 11
SS-Panzer-Aufklärungs Abteilung 11 var pansarspaningsbataljonen tillhörande 11. SS Freiwilligen-Panzergrenadier-Division Nordland. Förbandet innehöll den enda betydande koncentrationen av svenska frivilliga i Waffen SS, dock endast en pluton som inte helt bestod av svenskar. Hela divisionen (samtliga som ingått i den) dömdes ut som en kriminell organisation efter andra världskriget för de systematiska övergrepp och brott mot mänskligheten som de begick. 

## Organisation
- Stab och stabskompani
  - Sjukvårdstropp
  - Verkstadspluton
- Späh-Kompanie 1 Pansarbilskompani, fyra spaningsplutoner med pansarbilar av typen SdKfz 231.
- Späh-Kompanie 2 Spaningskompani med halvbandfordon, fyra plutoner med SdKfz 250/9 spaningsvagn
- Panzergrenadier-Kompanie 3 Skyttekompani, tre skytteplutoner med SdKfz 250/1 halvbandfordon. Samt en understödspluton som kallades Schwedenzug på grund av mängden svenskar i plutonen. Utrustade med SdKfz 250/7 granatkastarvagnar.
- Panzergrenadier-Kompanie 4 Skyttekompani med halvbandfordon
- schwere-Kompanie 5 Tunga kompaniet
  - Panzerjäger-Zug Pansarvärnspluton med 4×75mm PAK 40 dragna av SdKfz 251
  - le.Inf.Gesch.Zug Lätt infanterikanonpluton med 6×SdKfz 251/9 med 75 mm kanon.
  - s.Inf.Gesch.Zug Tung infanterikanonpluton med 2×15 cm sIG 33
  - Pionier-Zug Ingenjörspluton utrustade med SdKfz 251/7